# Eccimeri e ecciplessi
Molte molecole, o atomi, che non interagiscono significativamente nei loro stati fondamentali formano complessi ragionevolmente stabili quando eccitati. Tali complessi vengono chiamati eccimeri (dimero eccitato) se formati dall'interazione di una molecola eccitata con una molecola nello stato fondamentale della stessa identità chimica, mentre si definiscono eccimplessi o ecciplessi (complesso eccitato) sistemi che comportano l'interazione tra specie chimicamente differenti. Eccimeri e eccimplessi hanno una composizione stechiometrica fissa e semplice, di solito 1:1.
Gli eccimeri e in particolare gli eccimplessi vengono ampiamente sfruttati per la costruzione di laser. Alcuni tra i sistemi che vengono impiegati per questo scopo sono: He2, Xe2, NeF, ArF, KrF, XeF, ArCl, KrCl, XeCl, ArBr, KrBr, XeBr, KrI e XeI.